# 里辛街道

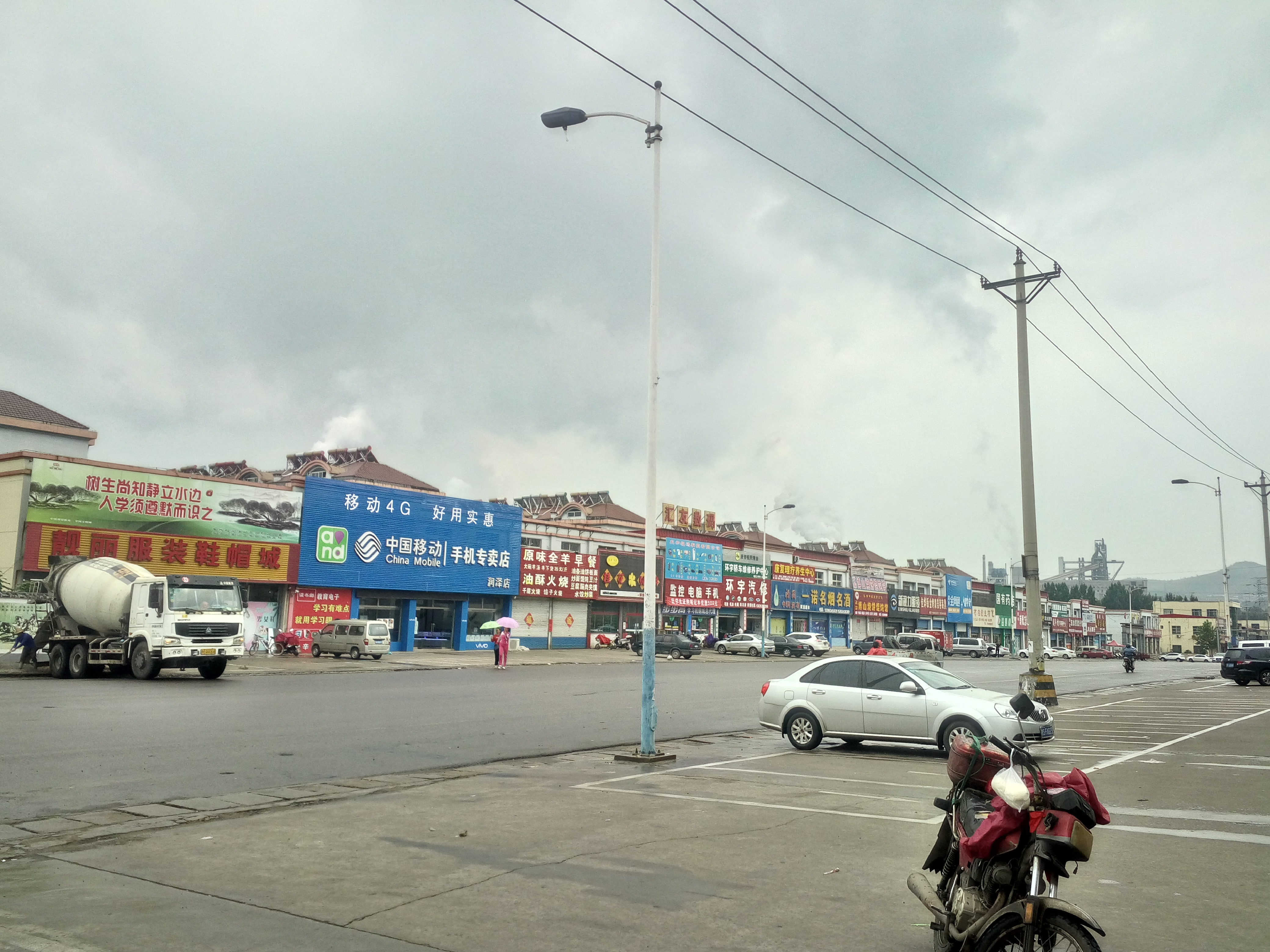
里辛镇街景

里辛街道，是中华人民共和国山东省济南市钢城区下辖的一个乡镇级行政单位。

## 行政区划

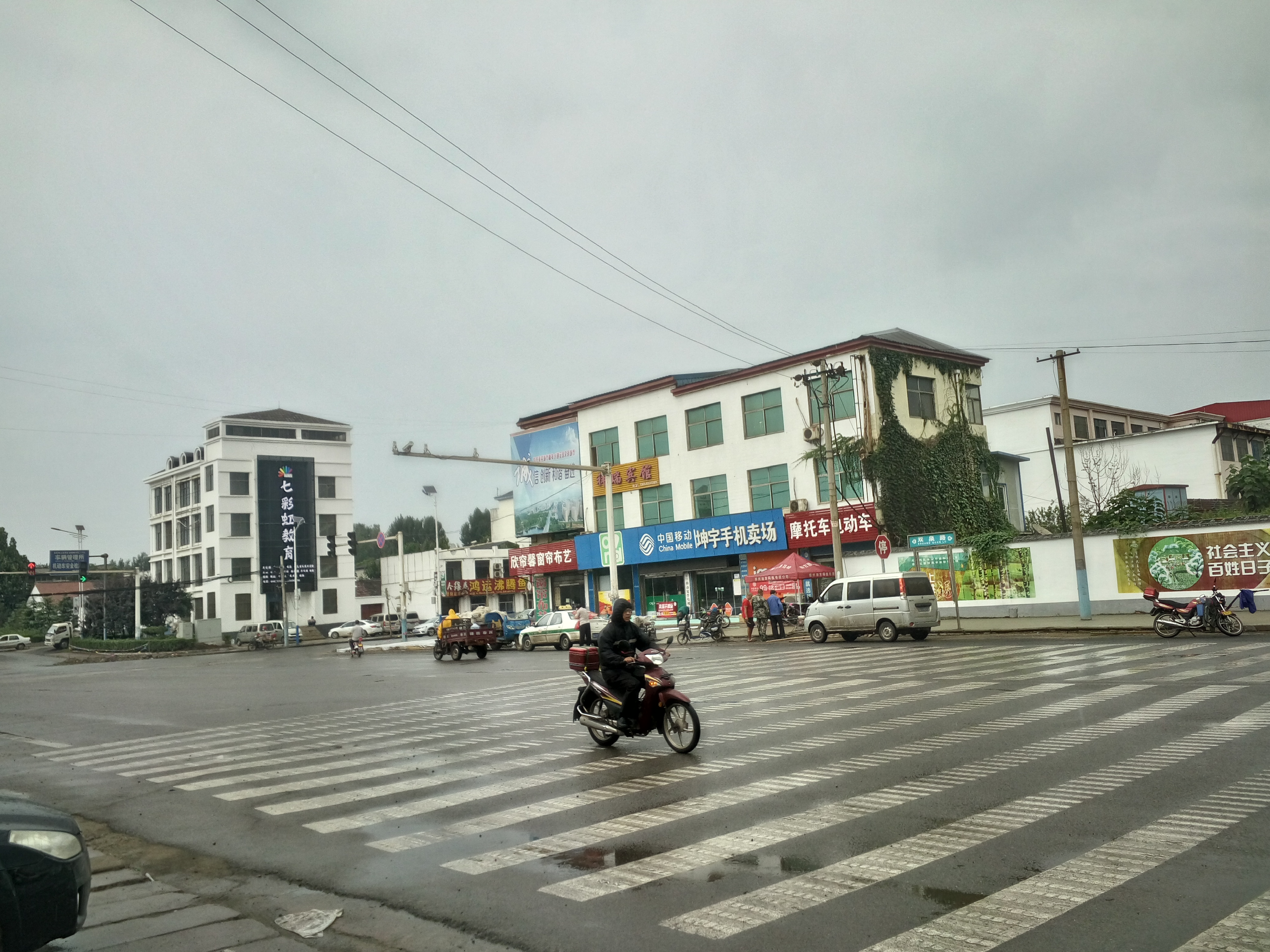
里辛镇街景

里辛街道下辖以下地区：
北赵社区、南赵社区、茶峪子社区、里辛村、石家岭村、张家岭村、银山子村、高家岭村、玥庄村、冯家庄村、三岔河村、朱家庄村、凤凰峪村、涝洼村、郑王庄村、石头湾村、双龙峪村、黄崖村、陈家山村、孙家岭村、桃行村、黄金兰村、双口峪村、北田庄村、东田庄村、西田庄村、小官庄村、潘家庄村、东马泉村、中马泉村、西马泉村、后朱山村、高家庄村、杨家楼村、前朱山村、大庙村、小庙村、黄家洼村、焦家庄村、棋山观村、圈里村、白冶子村、穆家寨村和东峪村。